# Stavanger
Stavanger (IPA: [stɑˈʋɑŋər]) è un comune e una città della Norvegia situata nella contea di Rogaland, della quale è capoluogo amministrativo. L'area metropolitana è la terza più grande area urbana della Norvegia, include anche i comuni di Sola, Randaberg e Sandnes raggiungendo così una popolazione complessiva di 241 990 abitanti. Stavanger ha ricevuto lo status di città nel 1125. Stavanger è nota come la capitale del petrolio della Norvegia e d'Europa. È stata capitale europea della cultura nel 2008.

## Geografia fisica
Stavanger è situata nella parte occidentale della Norvegia, nella zona meridionale della regione dei fiordi. La città stessa è situata in prossimità di cinque laghi e tre fiordi (Hafrsfjord, Byfjorden e Gandsfjorden), che sboccano verso est nel Mare di Norvegia. Il clima è influenzato dal mare ed è piuttosto ventoso.
La città fa parte dello Jæren, un distretto della contea di Rogaland, che rappresenta una delle zone più pianeggianti della Norvegia. Infatti la maggior parte della municipalità si trova ad un'altezza compresa tra 0 e 50 m. Il punto più alto di Stavanger è lo Jåttånuten coi suoi 139 m di altezza, seguito dallo Ullandhaug con 136 m di altezza.

## Storia

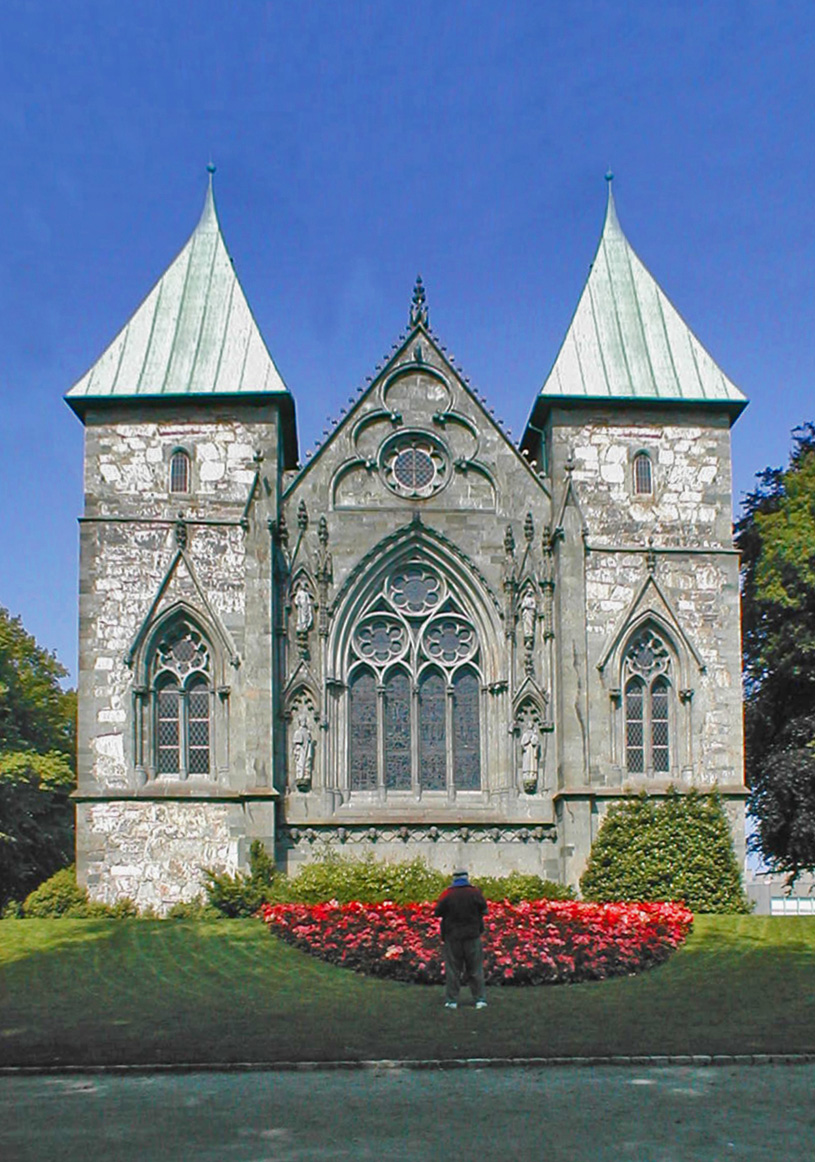
La cattedrale di Stavanger.

Stavanger (dall'antico Stafangr, cioè fiordo di Staff) è una delle città più vecchie della Norvegia. Tracce della presenza di insediamenti risalenti a circa 10 000 anni fa sono stati rinvenuti nei dintorni di Stavanger. Durante l'età del bronzo l'insediamento presente si sviluppò e crebbe grazie soprattutto alla posizione strategica di vicinanza al mare e alla ricca regione di Ryfylke. Alcuni storici affermano che Stavanger fosse un importante centro economico già nel X secolo. Alcune tracce dell'era vichinga possono essere trovate nei dintorni della municipalità, incluse tracce della battaglia di Hafrsfjord combattuta nell'872, di cui le Spade nella montagna, situate nella periferia di Stavanger, rappresentano il monumento commemorativo.
Stavenger venne dichiarata città quando tra il 1122 e il 1128 diventò sede vescovile. Infatti, all'inizio del XII secolo la diocesi di Stavanger fu creata a partire dalla diocesi di Bergen. Il primo vescovo della diocesi fu Reginald, un inglese e molto probabilmente monaco benedettino proveniente dalla cattedrale di Winchester. Con i soldi ricevuti dal re Sigurd Jorsalefarer, Reginald iniziò la costruzione della cattedrale nel 1128.

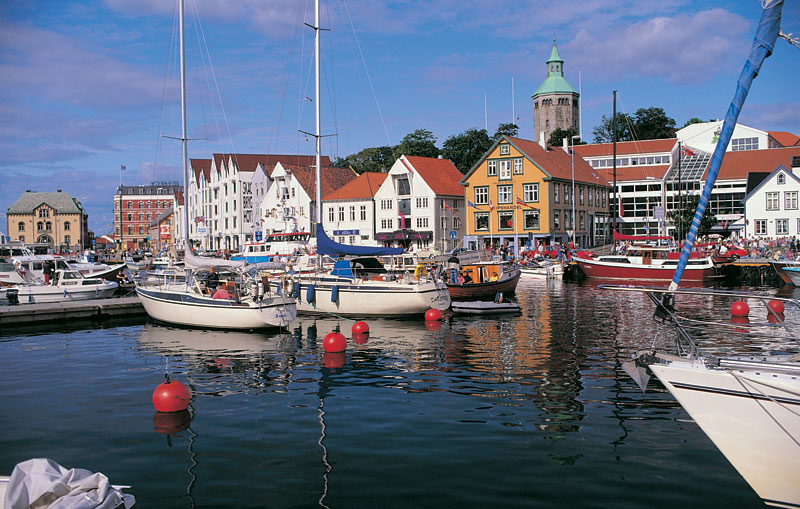
Porto

Tra il 1271 e il 1272 un grosso incendio divampò nella città, bruciando gran parte degli edifici, inclusa la chiesa. Subito dopo iniziò la ricostruzione che diede il via a una lenta crescita della città nei secoli. Con la Riforma protestante del 1536 Stavanger perse la sede vescovile e il suo potere religioso. Una grossa crescita urbana si ebbe nel XVII secolo quando il numero di abitanti passò dai circa 800 nel 1600 ai circa 1460 nel 1684. Lo stesso secolo vide sia la presenza della peste nel 1618 e nel 1629 sia altri grossi incendi nel 1633 e nel 1684. La città rinacque nel XIX secolo grazie all'industria della pesca delle aringhe. Il 1º gennaio 1838 Stavanger divenne una municipalità, a seguito della riforma delle amministrazioni locali approvata dal parlamento norvegese e firmata dal Re Carlo III Giovanni.
Il 9 aprile 1940 con l'invasione tedesca della Norvegia, Stavanger fu invasa e catturata dai tedeschi. L'invasione non fu violenta e durò poche ore. L'aeroporto di Sola fu attaccato la mattina del 9 aprile e alle 10:00 circa si arrese ai soldati tedeschi. Subito dopo centinaia di aeroplani arrivarono dalla Germania trasportando soldati tedeschi che iniziarono a marciare verso il centro di Stavanger. Alle 12:30 circa i primi soldati arrivarono in città occupando i principali punti strategici. Oltre alla presenza dell'aeroporto fu la sua posizione strategica sul mare a fare di Stavanger una città importante per le truppe tedesche di occupazione. Per rallentare l'avanzata dell'esercito tedesco in Norvegia, Stavanger fu colpita dai bombardamenti degli Alleati. Alla fine della Seconda guerra mondiale con la capitolazione della Germania ai soldati tedeschi di stanza a Stavanger fu imposta la bonifica dell'intera regione dalle mine presenti.
Dopo la guerra la città riconquistò la propria posizione nelle attività commerciali. I primi anni sessanta videro un rallentamento dell'economia della città dovuto a uno stallo del mercato dell'inscatolamento. Solo nel 1969 vi fu la vera rinascita di Stavanger, quando la città venne scelta come base sulla terraferma per le estrazioni di petrolio dal Mare del Nord, con la scoperta di un giacimento di petrolio a circa 180 km al largo della costa di Stavanger il 23 dicembre 1969. Da allora Stavanger ha visto un rapido incremento della popolazione dai circa 80 000 degli anni settanta ai circa 130 000 attuali. Dal 1º gennaio 2005 la città è diventata sede universitaria.

## Società

### Evoluzione demografica
Abitanti censiti

## Cultura

### Università
L'università di Stavanger UiS (Universitetet i Stavanger) è stata istituita il 29 ottobre 2004, quinta in Norvegia, per decisione del governo nazionale. L'università nel 2015 conta circa 12000 studenti. Gli studenti internazionali sono parte integrante della comunità del campus e oltre il 10% dei nostri studenti ha un background internazionale.

### Musei
- Il Museo di Stavanger (MUST) è stato fondato nel 1877 ed è uno dei più vecchi musei cittadini. Il museo si compone di quattro aree tematiche ciascuna suddivisa in diversi edifici: Storia Naturale, Storia delle Culture, Arte, Marina e Industria[15].
- Il Missjonmuseet è il museo più vecchio della città, fondato nel 1864, ed è posto nell'edificio della Misjonshøgskolen[16]. Il museo contiene circa 5 000 reperti, di cui 1 300 esposti[16]. Le collezioni riguardano oggetti di interesse etnografico e legati alla storia delle missioni della società norvegese.
- Il Museo del Petrolio Norvegese è stato aperto il 24 maggio 1999 nella zona del porto di Stavanger[17]. Il museo si concentra sull'attività petrolifera offshore nel Mare del Nord.

### Musica
Stavanger ospita il festival internazionale di Jazz nel mese di maggio (MaiJazz) sin dal 1999. Stavanger è inoltre patria di varie band e cantanti attivi nella scena Gothic metal, fra cui Theatre of Tragedy, Tristania e Sirenia.

### Capitale Europea della Cultura 2008
Nel 2003 Stavanger è stata designata per l'anno 2008 Capitale europea della cultura insieme alla città britannica di Liverpool.

## Economia
In passato la città era sede di oltre 50 industrie conserviere (aringhe), l'ultima chiusa nel 2002. Attualmente un antico impianto è ospitato all'interno del museo Hermetikkmuseum.
Dai primi anni settanta del XX secolo, Stavanger ha visto un forte sviluppo dell'industria petrolifera a seguito della scoperta di giacimenti petroliferi offshore nel Mare del Nord. La gran parte degli impianti petroliferi del Mare del Nord è situata a circa 300 km a ovest di Stavanger. In città hanno sede molte società petrolifere, tra le quali c'era la Statoil. La Statoil fu istituita nel 1972 dopo che lo Storting, il parlamento norvegese, emanò un atto che consentiva alla Norvegia di creare un'industria petrolifera nazionale e di sviluppare le adeguate competenze in materia. Attualmente la Statoil è la maggiore compagnia della Norvegia ed occupa circa 25 000 persone. La presenza del quartier generale della Statoil a Stavanger ha portato la città ad essere al centro dell'economia petrolifera nazionale, così da essere denominata capitale del petrolio. Ha il suo quartier generale a Stavanger anche la Petoro, un'azienda statale responsabile della gestione degli aspetti commerciali delle attività di estrazione del petrolio.

## Infrastrutture e trasporti
La città è servita dall'aeroporto di Stavanger-Sola, situato nella città di Sola e distante circa 14 km dal centro di Stavanger. L'aeroporto, costruito nel 1937, è il terzo della Norvegia ed è molto importante come eliporto a servizio delle piattaforme petrolifere del Mare del Nord.
La Stavanger stasjon è la stazione centrale di Stavanger. È anche la stazione terminale della Sørlandet Line, la linea ferroviaria che va da Oslo a Stavanger via Drammen e Kristiansand. La stazione fu aperta nel 1872 come parte della Jæren Line da Stavanger a Egersund.
Per Stavanger passa la strada europea E39 che da Trondheim va ad Aalborg.

## Amministrazione

### Gemellaggi
Lista delle undici città gemellate con Stavanger:
- Aberdeen, dal 1990[21]
- Anykščiai
- Esbjerg
- Eskilstuna
- Estelí
- Fjarðabyggð
- Galveston
- Houston
- Hradec Králové
- Jyväskylä
- Kaposvár
- Nablus
- Natanya[22]
- Sundsvall

## Sport
La principale squadra di calcio locale è il Viking Fotballklubb, che partecipa alla Eliteserien, la massima serie del campionato norvegese di calcio. Ha vinto il campionato nazionale per otto volte e la Coppa di Norvegia per cinque volte. Gioca le partite casalinghe al Viking Stadion, impianto con capienza di 16 300 spettatori inaugurato nel 2004.
La principale squadra di hockey su ghiaccio è lo Stavanger Ishockeyklubb, noto come Stavanger Oilers, che partecipa alla GET-ligaen, il massimo campionato norvegese. Ha vinto la GET-ligaen per cinque volte e la IIHF Continental Cup nell'edizione 2013-2014. Gioca le partite casalinghe alla DNB Arena, impianto con capienza di 4 377 spettatori.
Dal 2013 è sede principale dell'importante torneo di scacchi Norway Chess.